# Stanča (miasto Kraljevo)
Stanča (cyr. Станча) – wieś w Serbii, w okręgu raskim, w mieście Kraljevo. W 2011 roku liczyła 68 mieszkańców.